# Zentrum für Cyber-Sicherheit der Bundeswehr
Das Zentrum für Cyber-Sicherheit der Bundeswehr (ZCSBw) ist eine Dienststelle mit Standort in Euskirchen, sowie weiteren Standorten Munster, Rheinbach, Storkow, Köln, Koblenz, Münster, Wilhelmshaven, Ulm und Berlin.
Das Zentrum gehört zum Organisationsbereich Cyber- und Informationsraum und untersteht dem Kommando Cyber- und Informationsraum in Bonn.
Zu seinen Aufgaben gehört die IT-Sicherheit, Systemintegration und Projektunterstützung sowie die Unterstützung von integrierten Nachweisführungen.

## Gliederung
Das Zentrum gliedert sich in die Abteilungen und Gruppen:
- Abteilung Führung
- Abteilung CSOCBw (Cyber Security Operations Centre der Bundeswehr)[1]
- Abteilung Überprüfung und Unterstützung
- Abteilung Schutz & Prävention
- Abteilung Deutsche militärische Security Accreditation Authority (DEUmilSAA)

## Geschichte
Mit einer Staatssekretärsweisung vom 24. März 2000 über einen konzeptionellen Neuansatz für die Informations- und Kommunikationssysteme der Bundeswehr wurde vom Bundesministerium der Verteidigung der Grundstein für die Aufstellung eines Zentrums für Informationstechnik der Bundeswehr gelegt.
Das IT-ZentrumBw wurde aus Teilen des aufgelösten Systemzentrums Heer in Euskirchen und des Amtes für Fernmelde- und Informationssysteme der Bundeswehr (AFmISBw) in Rheinbach als nachgeordneter Bereich des ehemaligen Bundesamt für Informationsmanagement und Informationstechnik der Bundeswehr (IT-AmtBw) in Euskirchen aufgestellt.
Im Rahmen der Aufstellung des neuen militärischen Organisationsbereiches Cyber- und Informationsraum im April 2017 wurde das Zentrum für Informationstechnik der Bundeswehr am 31. März 2017 außer Dienst gestellt. Die Übergabe seiner Aufgaben, Aufträgen sowie des Personals erfolgte an das neue Zentrum für Cyber-Sicherheit der Bundeswehr im Führungsunterstützungkommando der Bundeswehr. Am 1. Juli 2017 wurde es dem Kommando Informationstechnik der Bundeswehr unterstellt.
Mit der Neugliederung CIR 2.0 des Cyber- und Informationsraum wurde das ZCSBw am 30. September 2022 aufgelöst und zum 1. Oktober 2022 neu aufgestellt und dem Chief Information Security Officer der Bundeswehr (CISOBw) unmittelbar fachlich und truppendienstlich unterstellt.
Bis zu dessen Auflösung Ende März 2023 unterstand das Zentrum dem Kommando Informationstechnik der Bundeswehr.